# Уэйн, Дэвид
Дэвид Бенджамин Уэйн (англ. David Benjamin Wain; род. 1 августа 1969) — американский комик, актёр, кинорежиссёр и сценарист. Известен телефильмами «Взрослая неожиданность», «Жажда странствий» и «Жаркое американское лето», сериями комедийного скетча «Штат», является продюсером, режиссёром и сценаристом в блоке на телеканале Cartoon Network «Adult Swim» для ситкома «Дэцкая больница». Член-основатель комедийной группы «Стелла» наряду с Майклом Шоуолтером и Майклом Йеном Блэком.

## Биография
Дэвид Уэйн родился в Шейкер-Хайтсе, штат Огайо. В молодости Уэйн отправился в летний лагерь в Мэне, где придумал сценарий к фильму «Жаркое американское лето».

### Карьера
В 1988 году во время участия в Школе искусств Тиш Нью-Йоркского университета, Уэйн стал одним из основателем скетча «Новая группа». Эта группа позже стала известна как «Штат», а в 1993 году он и его товарищи создали и играли главные роли в «Штате», скетч-шоу, состоящее из 26 эпизодов на MTV. После окончания «Штата», он, Майкл Йен Блэк и Майкл Шоуолтер в конечном итоге сформировали комедийное трио «Stella».
Первый полнометражный фильм Уэйна «Жаркое американское лето» (2001) — это комедия в абсурдном летнем лагере, в котором снялись Джанин Гарофало, Дэвид Хайд Пирс, Молли Шеннон, Пол Радд, Кристофер Мелони, Брэдли Купер, Эми Полер, Кен Марино, Майкл Йен Блэк и Элизабет Бэнкс. Уэйн снял фильм, в котором являлся также соавтором и сопродюсером вместе с Майклом Шоуолтер, также играющего главную роль. Шоуолтер в честь Уэйна с будучи активным и наблюдательным евреем, который привнес в фильм подлинно еврейской чувством юмора.
Его вторая картина «Десять заповедей», в котором главные роли сыграли Вайнона Райдер и Пол Радд (и большая группа известных актеров) была короткой театральной пробежкой и выпущена на DVD 15 января 2008 года.
Третья работа Уэйна «Взрослая неожиданность», актерами являлись: Пол Радд, Шонн Уильям Скотт, Кристофер Минц-Пласс, Джейн Линч и Элизабет Бэнкс. Это первый широко релизованный фильм Уэйна. Год выхода на экраны 7 ноября 2008 года. Фильм получил положительные отзывы от критиков и поклонников, а также заработал $19 млн за первый уик-энд. В конечном итоге валовая во всем мире — более 91 миллионов долларов.
Звезды Уэйна в интернет-сериале под названием «Wainy Days» на сайте «My Damn Channel», который находится в своем пятом сезоне по состоянию на декабрь 2011 года. Серия следующим беллетризированный версию Уэйн через его повседневной жизни, поскольку он пытается романтики многочисленные женщин и обсуждает свои проблемы со своими друзьями в потогонного, где он работает. Элизабет Бэнкс, Джона Хилл, Джейсон Судейкис, Роб Corddry, Томас Леннон, Джош Чарльз, А. Д. Майлз, Пол Радд, и Майкл Йен Блэк, и различные другие актеры «Стелла», «Штат» и «Горячее американское лето» все приглашённым актером в различных эпизодов .
Как трети труппы комедии «Стелла», Уэйн принимала давно работает Нью-Йорк ночной клуб шоу, турне по Соединённым Штатам, сделал ряд шортах, и создал серию 2005 на Comedy Central.
Уэйн озвучил Вордена, начальника тюрьмы, в мультсериале «Супертюрьма!». Он был показан комментатор в сериалах «I Love the 70s», «I Love the 90s Part Deux», и еженедельнике «VH1» «Best Week Ever». Уэйн также пробовал себя в театре; он, Майкл Шоуолтер и Джо Ло Тригилио написали Слушать секс, он же сосисок и сиськи. Со «Штатом», Уэйн соавтором книги штат за штатом с государством. Он появился в таких фильмах, как Бэкстер, Сохраняя веру и Взрослая неожиданность.
Четвёртый полнометражный фильм Уэйна, в «Жажда странствий», был выпущен 24 февраля 2012 года. В ролях Дженнифер Энистон, Пол Радд, Малин Акерман и Алан Алда. Уэйн снял фильм, по совместному сценарию с Кеном Марино, и имеет эпизодическую роль в качестве метеоролога на телевидении.
Его пятая картина «Они пришли вместе» вышла в ограниченный прокат в Северной Америке 27 июня 2014 года. В ролях: Пол Радд, Эми Полер, Эд Хелмс, Коби Смолдерс, Макс Гринфилд, и Кристофер Мелони.

## Личная жизнь
Уэйн был женат на Зэнди Хартиг с 2009 по 2015 год. Они имеют двух сыновей.

## Фильмография
| Год       |   | Русское название                             | Оригинальное название                              | Роль                                                                                    |
| --------- | - | -------------------------------------------- | -------------------------------------------------- | --------------------------------------------------------------------------------------- |
| 1992      | ф |                                              | You Wrote It, You Watch It                         | актёр (различные роли), сценарист, (ТВ-программа)                                       |
| 1993—1995 | с | Штат                                         | The State                                          | актер (различные роли), режиссёр, сценарист (ТВ-программа, 27 серий)                    |
| 1995      | ф |                                              | The State's 43rd Annual All-Star Halloween Special | актер (различные роли, сценарист (ТВ-программа))                                        |
| 1996      | с | The Daily Show                               | The Daily Show                                     | Корреспондент                                                                           |
| 1999      | с | Случайная игра                               | Random Play                                        | актер (различные роли) ТВ-программа                                                     |
| 2000      | с | Незнакомцы с конфеткой                       | Strangers with Candy                               | сценарист (серия - "Пустая страница")                                                   |
| 1995—2005 | с | Безумное телевидение                         | Mad TV                                             | сценарист (25 серий)                                                                    |
| 2000      | ф | Сохраняя веру                                | Keeping the Faith                                  | актер (Стив Познер)                                                                     |
| 2000      | ф | Замороченные                                 | Bamboozled                                         | актёр (Баннинг)                                                                         |
| 2001      | ф | Жаркое американское лето                     | Wet Hot American Summer                            | режиссёр, сценарист                                                                     |
| 2002—2007 | с | Говорящие куклы                              | Crank Yankers                                      | Аль Фостер                                                                              |
| 2003—2009 | с | Рино 911                                     | Reno 911                                           | чувственная массажистка                                                                 |
| 2004—2006 | с | Дешевые места: Без Рона Паркера              | Cheap Seats: Without Ron Parker                    | Брайан Льюис                                                                            |
| 2005—2005 | с | Стелла                                       | Stella                                             | актер (Дэвид), режиссёр (3 серии), сценарист (10 серий)                                 |
| 2005      | ф | Рождество – это полный отстой                | Merry F %$in' Christmas                            | режиссёр (музыкальный альбом)                                                           |
| 2005      | ф | Бакстер                                      | The Baxter                                         | Луис Льюис                                                                              |
| 2006      | ф | Чокнутый                                     | Delirious                                          | Байрон                                                                                  |
| 2006      | ф | Диггеры                                      | Diggers                                            | исполнительный продюсер                                                                 |
| 2007      | ф | 911: Мальчики по вызову                      | Reno 911!: Miami                                   | Водопроводчик коричневато-зеленоватого цвета                                            |
| 2007      | ф | Десять заповедей                             | The Ten                                            | актер (Абэ Гроссман), режиссёр, сценарист                                               |
| 2008      | ф | Гитара                                       | The Guitar                                         | человек с телефоном                                                                     |
| 2008      | с | Супертюрьма!                                 | Superjail!                                         | Ворден (озвучка)                                                                        |
| 2008      | ф | Взрослая неожиданность                       | Role Models                                        | актер (Шеврон Бейн), режиссёр, сценарист                                                |
| 2008—2010 | с | Дэцкая больница                              | Childrens Hospital                                 | актер (самого себя, Раввин Джьюи Макджьюджью), режиссёр (4 серии), сценарист (25 серий) |
| 2009—2010 | с | Мастера вечеринок                            | Party Down                                         | режиссёр (1 серия)                                                                      |
| 2007—2010 | с | Не телевидение, а просто кошмар!             | Tim and Eric Awesome Show, Great Job!              | Оболочка Данте                                                                          |
| 2012      | с | Пиф-паф комедия                              | Comedy Bang! Bang!                                 | Гордон Тэтчет                                                                           |
| 2012      | ф | Жажда странствий                             | Wanderlust                                         | режиссёр, сценарист                                                                     |
| 2011      | с | Новенькая                                    | New Girl                                           | режиссёр (19 серия - "Тайны")                                                           |
| 2014      | ф | Они пришли вместе                            | They Came Together                                 | режиссёр, сценарист                                                                     |
| 2014      | ф | Старая душа                                  | Old Soul                                           | режиссёр                                                                                |
| 2015      | с | Жаркое американское лето: Первый день лагеря | Wet Hot American Summer: First Day of Camp         | режиссёр, сценарист                                                                     |